# Санта Марија ин Вале (Перуђа)
Санта Марија ин Вале је насеље у Италији у округу Перуђа, региону Умбрија.
Према процени из 2011. у насељу је живело 617 становника. Насеље се налази на надморској висини од 356 м.